# Список эпизодов телесериала «Эш против зловещих мертвецов»
Список эпизодов американского телесериала «Эш против зловещих мертвецов».

## Обзор сезонов
| Сезон | Сезон | Эпизоды | Оригинальная дата показа | Оригинальная дата показа |
| Сезон | Сезон | Эпизоды | Премьера сезона          | Финал сезона             |
| ----- | ----- | ------- | ------------------------ | ------------------------ |
|       | 1     | 10      | 31 октября 2015          | 2 января 2016            |
|       | 2     | 10      | 2 октября 2016           | 11 декабря 2016          |
|       | 3     | 10      | 25 февраля 2018          | 29 апреля 2018           |

## Список серий

### Сезон 1(2015—2016)
| № общий | № в сезоне | Название                                  | Режиссёр          | Автор сценария                            | Дата премьеры   | Зрители в США (млн) |
| --- | ---------- | ----------------------------------------- | ----------------- | ----------------------------------------- | --------------- | ------------------- |
| 1 | 1          | «Эль Хефе» «El Jefe»                      | Сэм Рэйми         | Сэм Рэйми, Айван Рэйми и Том Спезиали     | 31 октября 2015 | 0,437               |
| События разворачиваются через 30 лет после событий в домике профессора Ноуби. Зайдя в бар для ежегодного отмечания победы над мертвецами, Эш традиционно ищет себе спутницу для развлечения на этот вечер. Ей он сообщает, что потерял руку 30 лет назад, спасая мальчика от поезда и теперь каждый год напивается, предлагая спутнице разделить веселье. Во время секса в туалетной комнате женщина на мгновение мерещится Эшу ожившим мертвецом (дедайтом). На вопрос женщины Эш отвечает, что случилось то, чего не случалось уже 30 лет. Спустя некоторое время он несётся в свой домик на колёсах проверить, всё ли в порядке с хранимым в сундуке Некрономиконом, но обнаруживает среди страниц книги марихуану. Вспоминая события, связанные с находкой, Эш понимает, что накурился во время одной из вечеринок и достал книгу, прочитав очередной случайной встречной заклятие. В это же время группа полицейских, приехавших в дом по вызову соседей, сталкиваются с мертвецом, который ранее был спутницей Эша, которой он произнес заклинание из Некрономикона. В результате одной из полицейских приходится убить мертвеца и обернувшегося напарника. |            |                                           |                   |                                           |                 |                     |
| 2 | 2          | «Наживка» «Bait»                          | Майкл Дж. Бассетт | Доминик Диркес                            | 7 ноября 2015   | 0,276               |
| Эш и Пабло помогают Келли в делах семейных, полиция объявила Эша в розыск, в то же время Аманда сама начинает расследование. |            |                                           |                   |                                           |                 |                     |
| 3 | 3          | «Книги за гранью» «Books from Beyond»     | Майкл Дж. Бассетт | Шон Клементс                              | 14 ноября 2015  | 0,383               |
| Эш, Пабло и Келли пытаются призвать демона, чтобы тот помог им, но Фишер мешает им, Руби становится на шаг ближе к Некрономикону. |            |                                           |                   |                                           |                 |                     |
| 4 | 4          | «Брухо» «Brujo»                           | Дэвид Фрэйзи      | Джеймс И. Иган                            | 21 ноября 2015  | 0,448               |
| Руби и Фишер объединяются для борьбы против Эша, Келли потерпает от нежеланного гостя, а Эш отправляется во внутреннее путешествие. |            |                                           |                   |                                           |                 |                     |
| 5 | 5          | «Носитель» «The Devils Inside» «The Host» | Дэвид Фрэйзи      | Зоуи Грин                                 | 28 ноября 2015  | 0,430               |
| Эш и Пабло узнают, что Келли одержима демоном, которого они призвали в книжном магазине. С помощью дяди Пабло они пытаются избавиться от него посредством экзорцизма, пока не поздно. Тем временем Руби и Аманда идут за Эшем по горячим следам. |            |                                           |                   |                                           |                 |                     |
| 6 | 6          | «Убийца убийц» «The Killer of Killers»    | Майкл Хёрст       | Нэйт Крокер                               | 5 декабря 2015  | 0,402               |
| Эш теперь знает, как победить Кандарийского Демона, но сначала он должен придумать, как расплатиться за завтрак. Фишер догоняет команду, но на этот раз они объединяются. Между Пабло и Келли всё очень странно. |            |                                           |                   |                                           |                 |                     |
| 7 | 7          | «Сейчас рванёт» «Fire in the Hole»        | Майкл Хёрст       | Шон Клементс, Доминик Дьеркс, Айван Рэйми | 12 декабря 2015 | 0,452               |
| Эш, Пабло, Келли и Фишер отправляются в лес за Лемом, но Кандарийский Демон нашел его первым. |            |                                           |                   |                                           |                 |                     |
| 8 | 8          | «Одинаковы с лица» «Ashes to Ashes»       | Тони Тилс         | Майкл Дж. Бассетт                         | 19 декабря 2015 | 0,465               |
| Спустя 30 лет Эш вернулся в хижину, чтобы исправить всё, что он сделал. Чтобы отправить демона откуда он пришел, Эшу нужно похоронить Некрономикон под хижиной. |            |                                           |                   |                                           |                 |                     |
| 9 | 9          | «Связаны плотью» «Bound in the Flesh»     | Тони Тилс         | Роб Райт                                  | 26 декабря 2015 | 0,343               |
| Зловещая Аманда на воле, в то время, как Руби наконец-то встречается с Эшем. |            |                                           |                   |                                           |                 |                     |
| 10 | 10         | «Тёмная» «The Dark One»                   | Рик Джейкобсон    | Крейг Дигрегорио                          | 2 января 2016   | 0,508               |
| Эш пытается спасти человечество ещё раз. |            |                                           |                   |                                           |                 |                     |

### Сезон 2(2016)
Сезон был впервые показан онлайн 27 сентября 2016 года. Дата начала ТВ трансляции — 2 октября 2016 года.
| № общий | № в сезоне | Название                            | Режиссёр          | Автор сценария               | Дата премьеры                                         | Зрители в США (млн) |
| ------- | ---------- | ----------------------------------- | ----------------- | ---------------------------- | ----------------------------------------------------- | ------------------- |
| 11      | 1          | «Дом» «Home»                        | Рик Джейкобсон    | Крэйг Дигрегорио             | 27 сентября 2016 (онлайн) 2 октября 2016 (трансляция) | 0,436               |
| 12      | 2          | «Морг» «The Morgue»                 | Тони Тилс         | Кэмерон Уэлш                 | 9 октября 2016                                        | 0,333               |
| 13      | 3          | «Заказ перед закрытием» «Last Call» | Тони Тилс         | Ноэль Вальдивия              | 16 октября 2016                                       | 0,321               |
| 14      | 4          | «Пьяное вождение» «DUI»             | Майкл Дж. Бассетт | Айван Рэйми                  | 23 октября 2016                                       | 0,274               |
| 15      | 5          | «Заключение» «Confinement»          | Майкл Дж. Бассетт | Уильям Бромелл               | 30 октября 2016                                       | 0,274               |
| 16      | 6          | «В ловушке» «Trapped Inside»        | Марк Бизли        | Джеймс Э. Иган               | 6 ноября 2016                                         | 0,330               |
| 17      | 7          | «Иллюзия» «Delusion»                | Марк Бизли        | Хэнк Чилтон                  | 13 ноября 2016                                        | 0,337               |
| 18      | 8          | «Эш — всех зарежь» «Ashy Slashy»    | Тони Тилс         | Сюзанн Кейлли и Аарон Лэм    | 20 ноября 2016                                        | 0,237               |
| 19      | 9          | «Снова в доме» «Home Again»         | Рик Джейкобсон    | Дженнифер Эймс и Стив Тёрнер | 4 декабря 2016                                        | 0,266               |
| 20      | 10         | «Второе пришествие» «Second Coming» | Рик Джейкобсон    | Люк Калто                    | 12 декабря 2016                                       | 0,269               |

### Сезон 3(2018)
| № общий | № в сезоне | Название                                     | Режиссёр                    | Автор сценария | Дата премьеры   | Зрители в США (млн) |
| ------- | ---------- | -------------------------------------------- | --------------------------- | -------------- | --------------- | ------------------- |
| 21      | 1          | «Семья» «Family»                             | Марк Бисли                  | Марк Верхайден | 25 февраля 2018 | 0.225               |
| 22      | 2          | «Третья кабинка» «Booth Three»               | Марк Бисли                  | Роб Фреско     | 4 марта 2018    | 0.171               |
| 23      | 3          | «Вроде бы мертва» «Apparently Dead»          | Диего и Андрес Меза-Вальдес | Айван Рэйми    | 11 марта 2018   | 0.160               |
| 24      | 4          | «Незавершённое дело» «Unfinished Business»   | Дэниэл Неттхейм             | Ники Палуга    | 18 марта 2018   | 0.176               |
| 25      | 5          | «Защита от ребёнка» «Baby Proof»             | Дэниэл Неттхейм             | Люк Калто      | 25 марта 2018   | 0.179               |
| 26      | 6          | «Байки из разлома» «Tales from the Rift»     | Риган Холл                  | Аарон Лам      | 1 апреля 2018   | 0.196               |
| 27      | 7          | «Крутись и кричи» «Twist and Shout»          | Марк Бисли                  | Кейтлин Мирес  | 8 апреля 2018   | 0.136               |
| 28      | 8          | «Трещит по швам» «Rifting Apart»             | Марк Бисли                  | Брайан Хилл    | 15 апреля 2018  | 0.175               |
| 29      | 9          | «Судный день» «Judgement Day»                | Рик Джейкобсон              | Рик Джейкобсон | 22 апреля 2018  | 0.130               |
| 30      | 10         | «Испытание на прочность» «The Mettle of Man» | Рик Джейкобсон              | Рик Джейкобсон | 29 апреля 2018  | 0.174               |